# 非洲生態學雜誌
非洲生態學雜誌（英語：African Journal of Ecology，前身為東非野生動物雜誌）是一個專注於非洲動物和植物的生態和保護的季刊科學雜誌。它是由良黑出版社與東非野生動物協會聯合出版。

## 外部連結
- African Journal of Ecology （页面存档备份，存于）